# (65541) Kasbek
(65541) Kasbek est un astéroïde de la ceinture principale.

## Description
(65541) Kasbek est un astéroïde de la ceinture principale. Il fut découvert le 17 octobre 1960 à l'Observatoire Palomar par Cornelis Johannes van Houten, Ingrid van Houten-Groeneveld et Tom Gehrels. Il présente une orbite caractérisée par un demi-grand axe de 3,20 UA, une excentricité de 0,35 et une inclinaison de 6,5° par rapport à l'écliptique.

## Compléments